# Collège Stanislas
Collège Stanislas je soukromá katolická střední škola (lyceum) v Paříži, která se nachází na Rue Notre-Dame-des-Champs v 6. obvodu. Má více než 3000 žáků a studentů, od předškolního zařízení (mateřská škola) po classes préparatoires (tj. třídy pro přípravu studentů na elitní typ Grande école, jako je École polytechnique, CentraleSupélec, ESSEC Business School, ESCP Europe nebo École des hautes études commerciales de Paris). Je největší soukromou školou ve Francii. Stanislas je považován za jednu z nejprestižnějších a elitních francouzských škol.
Škola se v roce 2019 umístila na prvním místě mezi středními školami. Škola je pojmenována po polském králi Stanislavovi I.

## Slavní absolventi
- Édouard Baer, francouzský herec a režisér
- Auguste Bravais, francouzský přírodovědec, známý svými pracemi z oboru krystalografie (Bravaisovy mřížky)
- Maurice de Guérin, francouzský básník, žurnalista a spisovatel
- Étienne Lamy, francouzský spisovatel a politik
- Edmond Rostand, francouzský dramatik a básník